# William Livingston
Pour les articles homonymes, voir Famille Livingston et Livingston.
William Livingston, né le 30 novembre 1723 à Albany et mort le 25 juillet 1790 à Elizabeth, est un homme politique américain. Il est élu comme l'un des délégués du New Jersey au Congrès continental de juillet 1774 à juin 1776. Il devient le premier gouverneur du New Jersey (non colonial) le 31 août 1776 et est réélu chaque année jusqu'à sa mort le 25 juillet 1790 pendant et après la guerre d'indépendance des États-Unis. Il est l'un des signataires de la Constitution des États-Unis.

## Biographie
William Livingston est né à Albany dans la province de New York le 30 novembre 1723. Il est diplômé du Yale College en 1741 puis étudie le droit avant d'être admis au barreau en 1748.